# Бедняк (крестьянин)

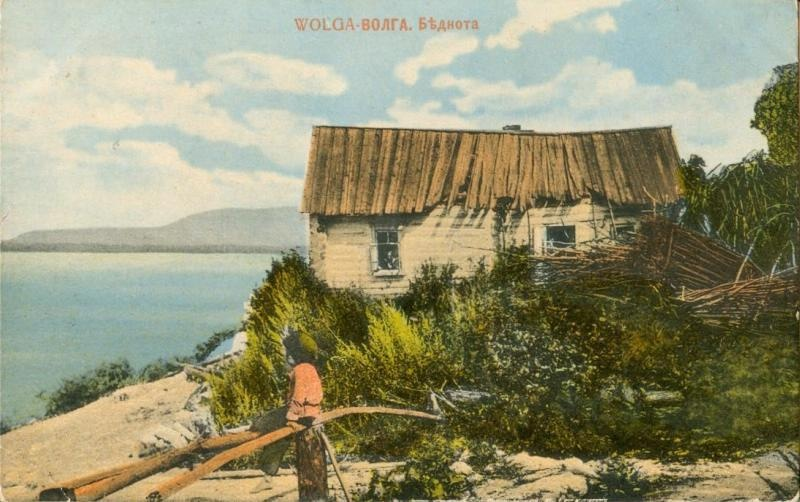
Волга. «Беднота» (1900-е)

Бедня́к — малоимущий крестьянин-единоличник дореволюционной и Советской России. К широкому слою деревенских нищих относились как слабые в экономическом отношении крестьяне (обладатели беспосевных или безземельных хозяйств, батраки, вдовы, сироты, новосёлы, калеки), так и люди, занимающиеся преимущественно отходническими промыслами. Деление сельского общества на бедняков, середняков и кулаков было больше политической, чем социально-экономической категорией, и у советских функционеров зачастую не было уверенности, к какой группе относить тех или иных крестьян. В конце 1920-х — начале 1930-х годов советская власть рассматривала рост малоимущих хозяйств как средство проведения коллективизации.

## История

### Годы революции и гражданской войны
В дореволюционные годы бедняки, не имевшие возможности обрабатывать свою землю самостоятельно, сдавали её в аренду кулакам, а сами нанимались в батраки или уходили в город. Декрет о земле, запретивший аренду и наёмный труд, привёл к резкому сокращению найма. Это, в свою очередь, повлекло за собой рост безработицы в деревне и значительно ухудшило жизненный уровень крестьянских масс. Аренда продолжилась, но на нелегальной основе: бедняк, не имевший средств производства для обработки надела, стал сдавать землю кулаку. Местные органы власти были вынуждены санкционировать стихийно возникший вид землепользования, чтобы не допустить недосева. Начало гражданской войны и дальнейшее ухудшение экономической ситуации вызвали массовый отток населения из города в деревню. Отходники и рабочие, сохранившие свои связи с деревней, были вынуждены вновь вернуться к своим семьям. Стремясь поддержать бедняков, государство пошло на предоставление налоговых льгот. По декрету ВЦИК от 30 октября 1918 года продразвёрстка не распространялась на батраков, имевших жалование меньше 1500 рублей в месяц.

### Новая экономическая политика
В период новой экономической политики аграрная политика государства была направлена на поддержку бедняков и притеснение кулаков. Так, декрет ВЦИК от 21 марта 1921 года «О замене продовольственной и сырьевой разверстки натуральным налогом» устанавливал прогрессивную ставку налогообложения и в исключительных случаях предусматривал полное освобождение малоимущих крестьян от уплаты продналога. В ограниченных масштабах была разрешена аренда сроком не более одного севооборота. В 1922 году все виды натуральных повинностей были заменены одним, а в 1923—1924-х гг. произошёл переход к единому сельскохозяйственному налогу, выраженному в денежной форме. Ответственные за перерасчёт волостные комиссии, состоящие преимущественно из местных сельчан, должны были разрешать ходатайства, рассматривать жалобы на неправильно начисленные суммы, подсчитывать количество едоков и скота в хозяйстве.
Предварительные расчёты на 1925—1926 гг. показали, что 20 % крестьян должны были получить налоговые льготы. Среди прочего, от повинности так же освобождались батраки, сельские учителя, агрономы, сельские врачи, фельдшеры, ветеринары, лесничие, народные судьи, сельские милиционеры, председатели сельских и волостных советов. Для каждой национальной республики был установлен необлагаемый доходный минимум. Для территории РСФСР эта сумма составляла 75 рублей.
Число освобождённых от налога хозяйств постоянно росло, и к 1927 году достигло 35 %. Правительство также создало специальный фонд для кредитования бедноты и предоставляло ей семенные ссуды, развивало сельскую кооперацию. Тем не менее, по оценкам И. И. Климина, данной помощи в масштабах страны было явно недостаточно. Тормозилось и развитие крестьянской кооперации: для вступления в артель необходимо было внести паевые и регулярно уплачивать членские взносы, чего бедняки зачастую позволить себе не могли. Многие товарищества отказывали в помощи малоимущим крестьянам, поскольку не могли получить с них поручительства на своевременное погашение задолженности.

### Свёртывание НЭПа и переход к коллективизации
После кризиса хлебозаготовок и XV съезда ВКП(б) началось постепенное сокращение допустимой площади земли, сдаваемой в аренду. Положение о сельхозналоге на 1928—1929 год полностью освобождало от повинности единоличные хозяйства, сумма облагаемого дохода которых не превышала при 1 и 2 едоках — 100 рублей, при 3—4 — 120 рублей, при 5 и более — 130 рублей. Существенно расширилась численность сельских партийных ячеек и групп бедноты. Бедняки активно поддерживали политику коллективизации: они оказывали помощь власти в обнаружении скрытых доходов, обсуждали вопросы посевной компании и крестьянской кооперации на собраниях. Тем не менее, не все деревенские нищие восприняли коллективизацию: ряд бедняков и батраков, обладающих тесной экономической связью с зажиточным крестьянством, противодействовал поставкам сельхозпродукции в колхозы и свои собственные хозяйства. В отношении таких элементов советская власть употребляла термин «подкулачник». По мнению В. В. Кондрашина, значительное число малоимущих крестьян участвовало в кооперации из-за личных обид и пренебрежительного отношения к ним более состоятельных односельчан. С. А. Есиков отмечает, что важную роль сыграли налоговые льготы беднякам в первые годы советской власти.

## Хозяйство

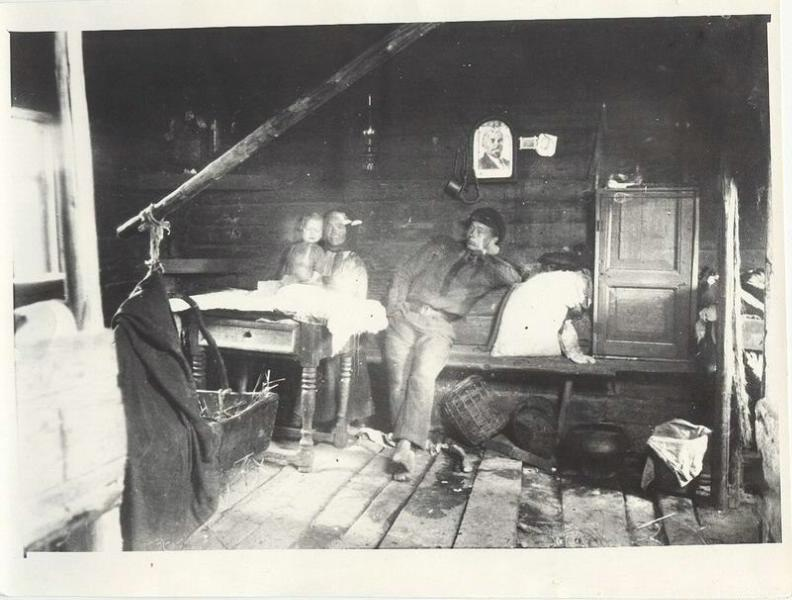
Внутренний вид избы комсомольца-бедняка (1925)

По современным оценкам, к концу 1920-х годов малоимущими было около 50 % крестьянских земель. Это были безинвентарные хозяйства с посевом до 3 десятин, обладающие одной лошадью или не имеющие скота вовсе. Размер надела достигал 2,5—4 га, а его доход оценивался примерно в 250—300 рублей. По свидетельству А. И. Хрящевой, в средней полосе России бедняцкими считались хозяйства, обладающие одной лошадью и от 1 до 2 единиц посева, тогда как в Нижнем Поволжье и на Юго-Востоке к малоимущим относили земли с запашкой от 2 до 4 десятин, обрабатываемые 1—2 волами. С. А. Есиков применительно к Тамбовской губернии относит к бедняцким большую часть крестьянских земель с площадью посева до 3 десятин. Роль бедняка в советской торговле была мизерной. По материалам Рабкрина, малоимущие крестьяне поставляли на рынок 23 % хлеба, а, по оценкам Центрального статистического управления, вообще не были втянуты в товарное производство.
В среднем, семья состояла из четырёх человек, из которых было 1—2 работника. Рацион малоимущих крестьян был скудным: в основном, ели хлеб с примесями, картофель и кашу; мясо покупали по очень большим праздникам. Бедняки часто страдали от малоземелья и нехватки средств производства, которые в основном брались в аренду у середняков. Так, к 1927 году в России насчитывалось 30,6 % безлошадных и 31,6 % безинвентарных хозяйств. Отсутствие рабочего скота не позволяло повысить производительность труда и увеличить запашку. Как следствие, в бедняцких хозяйствах урожай был ниже: его обычно хватало на 2—3 месяца, после чего приходилось жить «в долг» или сдавать землю в аренду. Взрослые члены семьи уходили на заработки, дети и подростки шли в пастухи, а женщины становились подёнщицами.

## Образ жизни
Покровительственная политика советской власти по отношению к беднякам во многом обусловила враждебную позицию середняков по отношению к малоимущим крестьянам: последних часто характеризовали как «лодырей», «ленивцев», «пьяниц», «лентяев», обвиняли в иждивенчестве. Некоторые бедняки окончательно бросали своё хозяйство, но продолжали получать льготы. Были случаи, когда крестьяне пытались объяснить свою принадлежность к бедноте инвалидностью или болезнью. Существование этой проблемы признавалось ответственными работниками.
По мнению И. И. Климина, причислять всех бедняков к разряду тунеядцев неправильно. Материалы обследования одной из волостей Пензенской губернии показывают, что лишь 8 % земель, по свидетельству крестьян, принадлежало потомственным нищим. Большая часть малоимущих хозяйств образовалось в результате семейных разделов, из-за отсутствия рабочих рук или по причине стихийных бедствий. Исследователь считает, что среди бедняков преобладали не ленивцы, а трудовики, которых было абсолютное большинство.